# Krenoksen
Krenoksen – gatunek przypadkowo występujący w źródłach jako siedlisku życia. Jego głównym siedliskiem są inne typy wód, np. jeziora, drobne zbiorniki okresowe lub strumienie.  Jego obecność w źródle wynikać może z przypadkowej kolonizacji lub migracji z sąsiadujących zbiorników, najczęściej z wypływających ze źródła strumieni (rhitral).